# Onafhankelijke Commissie tegen Corruptie
De Onafhankelijke Commissie tegen Corruptie (Independent Commission Against Corruption, ICAC; Chinees 廉政公署) van Hongkong is een onafhankelijk orgaan dat als belangrijkste taak heeft corruptie binnen de Hongkongse overheid tegen te gaan, door middel van wetshandhaving, preventie en voorlichting. De commissie werd opgericht door gouverneur Murray MacLehose op 15 februari 1974, toen Hongkong nog onder Brits bestuur was.